# Manhunt International

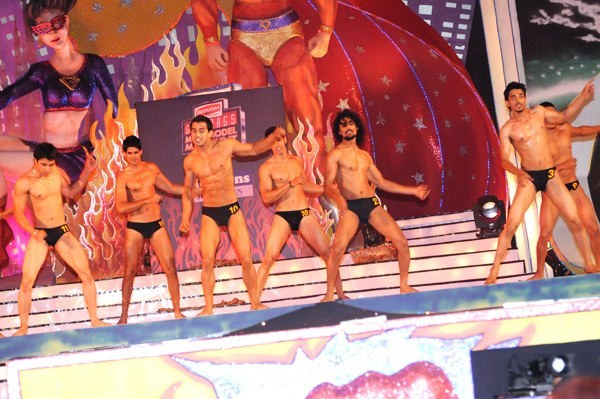
Un momento del concorso

Manhunt International è un concorso di bellezza maschile internazionale che si tiene annualmente dal 1993, benché si hanno notizie di edizioni precedenti. Il concorso è tradizionalmente tenuto a Singapore.

## Storia
Il concorso Manhunt International fu istituito nel 1987, da Alex Liu, che organizzò il concorso a Singapore. Nato con il nome di Manhunt, il concorso fu rubattezzato Manhunt International nel 1993. La prima edizione del nuovo corso si tenne in Australia e fu vinta dal tedesco Thomas Sasse che vinse fra venticinque concorrenti.
Fino ad oggi il concorso non si è svolto nel 1996, 2003, 2004 e nel 2009.
I concorrenti di Manhunt International devono avere un'età compresa fra i diciotto ed i trenta anni, devono non essere sposati e devono essere alti almeno un metro e ottanta.

## Albo d'oro
| Anno | Vincitore                | Provenienza   | Località               |
| ---- | ------------------------ | ------------- | ---------------------- |
| 1993 | Thomas Sasse             | Germania      | Gold Coast, Australia  |
| 1994 | Nikos Papadakis          | Grecia        | Gold Coast, Australia  |
| 1995 | Albe Geldenhuys          | Sudafrica     | Singapore              |
| 1997 | Jason Erceg              | Nuova Zelanda | Singapore              |
| 1998 | Peter Eriksen            | Svezia        | Gold Coast, Australia  |
| 1999 | Ernesto Calzadilla       | Venezuela     | Manila, Filippine      |
| 2000 | Brett Wilson             | Australia     | Singapore              |
| 2001 | Rajeev Singh             | India         | Pechino, Cina          |
| 2002 | Fabrice Wattez           | Francia       | Shanghai, Cina         |
| 2005 | Tolgahan Sayisman        | Turchia       | Pusan, Corea del Sud   |
| 2006 | Jaime Augusto Mayol      | Stati Uniti   | Jinjiang, Cina         |
| 2007 | Jeffrey Zheng Yu Guang   | Cina          | Gangwon, Corea del Sud |
| 2008 | Abdelmoumen El Maghraouy | Marocco       | Seul, Corea del Sud    |
| 2010 | Peter Menky              | Slovacchia    | Kaohsiung, Taiwan      |
| 2011 | Chen Jiang Feng          | Cina          | Seul, Corea del Sud    |
| 2012 | June Macasaet            | Filippine     | Bangkok, Thailandia    |
| 2016 | Patrik Sjöö              | Svezia        | Shanghai, Cina         |
| 2017 | Trương Ngọc Tình         | Vietnam       | Bangkok, Thailandia    |
| 2018 | Vicent Llorach González  | Spagna        | Gold Coast, Australia  |
| 2020 | Paul Luzineau            | Paesi Bassi   | Manila, Filippine      |
| 2022 | Lochie Carey             | Australia     | Manila, Filippine      |
| 2024 | Kevin Dasom              | Thailandia    | Ayutthaya, Thailandia  |